# Jeremy Irons
Jeremy Irons (født 19. september 1948) er en engelsk skuespiller. Han har vundet en Oscar for bedste mandlige hovedrolle, en Tony Award, to Emmy Awards, to Golden Globe awards og en Screen Actors Guild Award.
Han startede som skuespiller i et teater. Senere begyndte han at få roller i diverse TV-serier, og blev særligt populær efter sin rolle i Evelyn Waughs Brideshead Revisited fra 1981. Han fik samme år også rolle i filmen Den franske løjtnants kvinde, hvor han spiller overfor Meryl Streep.
Han er gift med den irske skuespillerinde Sinéad Cusack, som han har to børn med.
Jeremy Irons har også indtalt en lydguide på engelsk, som bruges til rundvisning i Westminster Abbey i London, England.

## Filmografi

### Film
| År   | Titel                                      | Rolle                          | Noter                                |
| ---- | ------------------------------------------ | ------------------------------ | ------------------------------------ |
| 1980 | Nijinsky                                   | Mikhail Fokine                 |                                      |
| 1981 | Den franske løjtnants kvinde               | Charles Henry Smithson/Mike    |                                      |
| 1982 | Moonlighting                               | Nowak                          |                                      |
| 1983 | Betrayal                                   | Jerry                          |                                      |
| 1984 | The Wild Duck                              | Harold                         |                                      |
| 1984 | Swann in Love                              | Charles Swann                  |                                      |
| 1985 | The Statue of Liberty                      | Sig selv                       | Stemme Dokumentar                    |
| 1986 | The Mission                                | Father Gabriel                 |                                      |
| 1988 | Dead Ringers                               | Beverly Mantle / Elliot Mantle |                                      |
| 1989 | A Chorus of Disapproval                    | Guy Jones                      |                                      |
| 1989 | Australia                                  | Edouard Pierson                |                                      |
| 1989 | Danny, the Champion of the World           | William Smith                  |                                      |
| 1990 | Reversal of Fortune                        | Claus von Bülow                |                                      |
| 1991 | Beggar's Opera                             | Prisoner                       |                                      |
| 1991 | Kafka                                      | Franz Kafka                    |                                      |
| 1992 | The Timekeeper                             | H. G. Wells                    | Short film                           |
| 1992 | Waterland                                  | Tom Crick                      |                                      |
| 1992 | Damage                                     | Dr. Stephen Fleming            |                                      |
| 1993 | M. Butterfly                               | René Gallimard                 |                                      |
| 1993 | The House of the Spirits                   | Esteban Trueba                 |                                      |
| 1994 | Spaceship Earth                            | Narrator (3rd edition)         | Stemme Documentary short             |
| 1994 | Løvernes Konge                             | Scar                           | Stemme                               |
| 1995 | Die Hard with a Vengeance                  | Simon Gruber                   |                                      |
| 1996 | Stealing Beauty                            | Alex                           |                                      |
| 1997 | Chinese Box                                | John                           |                                      |
| 1997 | Lolita                                     | Humbert Humbert                |                                      |
| 1998 | Manden med jernmasken                      | Aramis                         |                                      |
| 1999 | Faeries                                    | The Shapeshifter               | Stemme                               |
| 1999 | Poseidon's Fury: Escape from the Lost City | Poseidon                       | Stemme Kortfilm                      |
| 2000 | Dungeons & Dragons (film)                  | Profion                        |                                      |
| 2001 | The Fourth Angel                           | Jack Elgin                     |                                      |
| 2002 | Callas Forever                             | Larry Kelly                    |                                      |
| 2002 | The Time Machine                           | The Über-Morlock               |                                      |
| 2002 | And Now... Ladies and Gentlemen            | Valentin Valentin              |                                      |
| 2004 | Mathilde                                   | Col. De Petris                 |                                      |
| 2004 | Købmanden i Venedig                        | Antonio                        |                                      |
| 2004 | Being Julia                                | Michael Gosselyn               |                                      |
| 2005 | Kingdom of Heaven                          | Tiberias                       |                                      |
| 2005 | Casanova                                   | Pucci                          |                                      |
| 2006 | Inland Empire                              | Kingsley Stewart               |                                      |
| 2006 | Eragon                                     | Brom                           |                                      |
| 2006 | Eye of the Leopard                         | Narrator                       | Stemme Dokumentar                    |
| 2008 | Appaloosa                                  | Randall Bragg                  |                                      |
| 2009 | The Pink Panther 2                         | Alonso Avellaneda              |                                      |
| 2011 | Margin Call                                | John Tuld                      |                                      |
| 2011 | The Last Lions                             | Fortæller                      | Stemme Dokumentar                    |
| 2012 | The Words                                  | The Old Man                    |                                      |
| 2012 | Trashed                                    | Sig selv                       | Documentary; also executive producer |
| 2013 | Night Train to Lisbon                      | Raimund Gregorius              |                                      |
| 2013 | Beautiful Creatures                        | Macon Ravenwood                |                                      |
| 2015 | High-Rise                                  | Anthony Royal                  |                                      |
| 2015 | The Man Who Knew Infinity                  | G. H. Hardy                    |                                      |
| 2016 | The Correspondence                         | Ed Phoerum                     |                                      |
| 2016 | Race                                       | Avery Brundage                 |                                      |
| 2016 | Batman v Superman: Dawn of Justice         | Alfred Pennyworth              |                                      |
| 2016 | Their Finest                               | Secretary of War               |                                      |
| 2016 | Assassin's Creed                           | Alan Rikkin                    |                                      |
| 2017 | Birds Like Us                              | Kondor/Mi                      | Stemme                               |
| 2017 | Justice League                             | Alfred Pennyworth              |                                      |
| 2018 | Red Sparrow                                | Vladimir Korchnoi              |                                      |
| 2018 | Better Start Running                       | Garrison                       | Også executive producer              |
| 2018 | An Actor Prepares                          | Atticus Smith                  |                                      |
| 2020 | Love, Weddings & Other Disasters           | Lawrence Phillips              |                                      |
| 2021 | Zack Snyder's Justice League               | Alfred Pennyworth              | Director's cut of Justice League     |
| 2021 | Munich – The Edge of War                   | Neville Chamberlain            |                                      |
| 2021 | House of Gucci                             | Rodolfo Gucci                  |                                      |
| 2023 | The Flash                                  | Alfred Pennyworth              |                                      |
| 2023 | The Cello                                  | Francesco                      |                                      |
| 2023 | Once Upon a Studio                         | Scar                           | Stemme Short film                    |
| 2024 | The Beekeeper                              | Wallace Westwyld               |                                      |

### Tv
| År      | Titel                                             | Rolle                               | Noter                                         |
| ------- | ------------------------------------------------- | ----------------------------------- | --------------------------------------------- |
| 1971    | The Rivals of Sherlock Holmes                     | Nephew George                       | Episode: "The Case of the Mirror of Portugal" |
| 1974    | The Pallisers                                     | Frank Tregear                       | 6 episodes                                    |
| 1974    | Notorious Woman                                   | Franz Liszt                         | 2 episodes                                    |
| 1975    | Churchill's People                                | Samuel Ross                         | Episode: "Liberty Tree"                       |
| 1977    | Love for Lydia                                    | Alex Sanderson                      | 7 episodes                                    |
| 1978    | Play of the Week (BBC2)                           | Otto Beck                           | Episode: Langrishe, Go Down                   |
| 1979    | Play of the Month (BBC2)                          | Edward Voysey                       | Episode: The Voysey Inheritance               |
| 1981    | Brideshead Revisited                              | Charles Ryder                       | 11 episodes                                   |
| 1983    | The Captain's Doll                                | Captain Alex Hepworth               | Television film                               |
| 1989    | The Dream                                         | The Man                             | Television short                              |
| 1990    | The Civil War                                     | Various roles                       | Voices 9 episodes                             |
| 1991    | Saturday Night Live                               | Himself (host)                      | Episode: "Jeremy Irons/Fishbone"              |
| 1992    | Performance                                       | Odon Von Horvath                    | Episode: "Tales from Hollywood"               |
| 1996    | The Great War and the Shaping of the 20th Century | Siegfried Sassoon                   | Voice 3 episodes                              |
| 2000    | Longitude                                         | Rupert Gould                        | 4 episodes                                    |
| 2001    | The Short Life of Anne Frank                      | Narrator                            | Television documentary                        |
| 2002    | Last Call                                         | F. Scott Fitzgerald                 | Television film                               |
| 2003    | Comic Relief 2003: The Big Hair Do                | Severus Snape                       | Television special                            |
| 2005    | Elizabeth I                                       | Robert Dudley, 1. jarl af Leicester | 2 episoder                                    |
| 2008    | The Colour of Magic                               | Havelock Vetinari                   | 2 episoder                                    |
| 2009    | The Magic 7                                       | Thraxx                              | Voice Television film                         |
| 2009    | Georgia O'Keeffe                                  | Alfred Stieglitz                    | Television film                               |
| 2010    | Arena                                             | Various Characters                  | Episode: "Harold Pinter: A Celebration"       |
| 2011    | Law & Order: Special Victims Unit                 | Dr. Cap Jackson                     | 2 episodes                                    |
| 2011–13 | The Borgias                                       | Rodrigo Borgia                      | 29 episodes                                   |
| 2012    | The Simpsons                                      | Bar Rag                             | Voice Episode: "Moe Goes from Rags to Riches" |
| 2012    | Henry IV Part I and Part II                       | Henry IV                            | 2 episodes                                    |
| 2013    | Life on Fire                                      | Narrator                            | 6 episodes                                    |
| 2019    | Watchmen                                          | Adrian Veidt                        | 8 episodes                                    |
| 2021    | Napoleon – In the Name of Art                     | Presenting narrator                 | Documentary                                   |
| 2021    | The Emirates from Above                           | Narrator                            | Documentary                                   |
| 2022    | The Pentaverate                                   | Narrator                            | 6 episodes                                    |
| 2024    | The Count of Monte Cristo                         | Abbé Faria                          | Upcoming                                      |